# Lohhof (Langenaltheim)
Lohhof ist ein Gemeindeteil der Gemeinde Langenaltheim im Landkreis Weißenburg-Gunzenhausen (Mittelfranken, Bayern). Lohhof liegt in der Gemarkung Rehlingen.

## Lage
Der Weiler liegt im Süden des Landkreises Weißenburg-Gunzenhausen im Naturpark Altmühltal, nordwestlich von Langenaltheim auf einer Wiese nördlich eines Waldrandes in der Weißenburger Alb, einem Höhenzug der Fränkischen Alb. Im Westen liegt Rehlingen. Eine Straße verbindet den Ort mit den umgebenden Orten. Im Süden grenzt ein Landschaftsschutzgebiet an.

## Geschichte
Im Jahre 1846 waren in Lohhof zwei Häuser, zwei Familien und vier Seelen verzeichnet. 1871 lebten die sieben Einwohner in drei Gebäuden. Sie besaßen insgesamt zwei Pferde und achtzehn Rinder. Vor der Gemeindegebietsreform in Bayern in den 1970er Jahren war Lohhof ein Gemeindeteil von Haag bei Treuchtlingen.
Bei einem Brand am 10. Dezember 2018 brannte ein Anwesen am Lohhof komplett nieder.